# ویکتور کراسکو
ویکتور کراسکو (به انگلیسی: Viktor Krasko) (زادهٔ ۱۹۵۳) شناگر اهل شوروی است.